# 69 Dywizja Piechoty (III Rzesza)
69 Dywizja Piechoty(niem. 69. Infanterie-Division) – niemiecka dywizja z czasów II wojny światowej, uczestniczyła w ataku na Norwegię i Związek Radziecki.

## Formowanie i walki
Sformowana rozkazem z 26 sierpnia 1939, w 2. fali mobilizacyjnej przez Artillerie – Kommandeur 16 w Münster w VI Okręgu Wojskowym. Szlak bojowy rozpoczęła od ataku na Norwegię w kwietniu 1940. W tym czasie była dowodzona przez gen. Wernera Woitischa. Po ataku Niemiec na Związek Radziecki została przerzucona na terytorium ZSRR gdzie walczyła przeciw Armii Czerwonej w rejonie Leningradu. Po walkach odwrotowych została rozbita pod Tylżą. Niedobitki wycofały się w kierunku Królewca, gdzie zostały zniszczone 12 kwietnia 1945.

## Dowódcy dywizji
- gen. Hermann Tittel 26 VIII 1939 – 29 IX 1941;
- gen. por. Bruno Ortner 29 IX 1941 – 1 II 1944;
- gen. por. Siegfried Rein 1 II 1944 – 20 I 1945;
- płk Grimme 20 I 1945 – 9 II 1945;
- gen. mjr Kaspar Volker 9 II 1945 – 12 IV 1945;

## Struktura organizacyjna
- Skład w sierpniu 1939:

159., 193. i 236. pułk piechoty, 169. pułk artylerii, 169. batalion pionierów, 169. oddział rozpoznawczy, 169. oddział przeciwpancerny, 169. oddział łączności, 169. polowy batalion zapasowy;
- Skład w listopadzie 1943:

157., 159. i 236. pułk grenadierów, 169. pułk artylerii, IV./269. pułk artylerii, 169. batalion pionierów, 69. dywizyjny batalion fizylierów, 169. oddział przeciwpancerny, 169. oddział łączności, 169. polowy batalion zapasowy;
- Skład w sierpniu 1944:

157., 159. i 236. pułk grenadierów, 169. pułk artylerii, 169. batalion pionierów, 69. dywizyjny batalion fizylierów, 169. oddział przeciwpancerny, 169. oddział łączności, 169. polowy batalion zapasowy;